# F/X 2 - Replay di un omicidio
F/X 2 - Replay di un omicidio (F/X2) è un film del 1991 diretto da Richard Franklin, sequel di F/X - Effetto mortale del 1986.

## Trama
Con l'aiuto di Rollie Tyler, esperto di effetti speciali, un investigatore privato indaga sulla morte di un poliziotto amico di Rollie: l'inchiesta li condurrà a misteriosi medaglioni d'oro realizzati da Michelangelo. Grazie alle competenze di Rollie, l'assassino sarà individuato.